# Turchia ai XXIII Giochi olimpici invernali
La Turchia ha partecipato ai XXIII Giochi olimpici invernali, che si sono svolti dal 9 al 28 febbraio 2018 a PyeongChang in Corea del Sud, con una delegazione composta da 8 atleti.

## Pattinaggio di figura
La Turchia ha qualificato nel pattinaggio di figura due atleti, un uomo e una donna, in seguito ai Campionati mondiali di pattinaggio di figura 2017.
| Gara  | Atleta                     | Programma corto | Programma corto | Programma libero | Programma libero | Totale | Totale    |
| Gara  | Atleta                     | Punti           | Posizione       | Punti            | Posizione        | Punti  | Posizione |
| ----- | -------------------------- | --------------- | --------------- | ---------------- | ---------------- | ------ | --------- |
| Danza | Alisa Agafonova Alper Uçar |                 |                 |                  |                  |        |           |

## Salto con gli sci
La Turchia ha qualificato nel salto con gli sci un solo atleta, un uomo.

### Uomini
| Gara               | Atleta              | Qualificazioni | Qualificazioni | Qualificazioni | Finale          | Finale          | Finale          | Finale          | Finale          | Finale          | Finale          | Finale          |
| Gara               | Atleta              | Qualificazioni | Qualificazioni | Qualificazioni | Primo salto     | Primo salto     | Primo salto     | Secondo salto   | Secondo salto   | Secondo salto   | Punti totali    | Posizione       |
| Gara               | Atleta              | Lunghezza      | Punti          | Pos.           | Lunghezza       | Punti           | Pos.            | Lunghezza       | Punti           | Pos.            | Punti totali    | Posizione       |
| ------------------ | ------------------- | -------------- | -------------- | -------------- | --------------- | --------------- | --------------- | --------------- | --------------- | --------------- | --------------- | --------------- |
| Trampolino normale | Fatih Arda İpcioğlu | 79,0 m         | 68,2           | 57º            | non qualificato | non qualificato | non qualificato | non qualificato | non qualificato | non qualificato | non qualificato | non qualificato |
| Trampolino lungo   | Fatih Arda İpcioğlu | 96.5 m         | 36.4           | 56º            | non qualificato | non qualificato | non qualificato | non qualificato | non qualificato | non qualificato | non qualificato | non qualificato |